# Jakub Koutný
Pplk. Jakub Koutný (6. července 1895 Holice u Olomouce – 4. února 1960 Věznice Leopoldov) byl český novinář, důstojník československé armády v zahraničí během druhé světové války a oběť komunistického režimu.

## Život

### Před první světovou válkou
Jakub Koutný se narodil 6. července 1895 v Holicích u Olomouce v rodině Jakuba Koutného a Voršily, rozené Zadražilové. Mezi lety 1911 a 1915 studoval na střední hospodářské škole v Přerově.

### První světová válka
V roce 1915 byl Jakub Koutný povolán do c. a k. armády. Po výcviku v Olomouci a Fulneku byl v lednu 1916 odeslán na ruskou frontu v pozici velitele roje. Již v únoru téhož roku byl raněn, načež strávil osm měsíců v nemocnici. Po návratu do služby byl pověřen funkcí nádražního velitele v Birzule. Dosáhl hodnosti četaře.

### Mezi světovými válkami
Po návratu do Československa zůstal Jakub Koutný do roku 1920 v armádní službě, přičemž působil v Olomouci a Frýdku. Poté byl přeložen do zálohy, ale v roce 1921 byl ještě dočasně aktivován. Do roku 1939 pracoval v Olomouci jako redaktor Moravském Večerníku a v Ostravě v Českém slovu.

### Druhá světová válka
Po německé okupaci se Jakub Koutný začátkem června 1939 pokusil ilegálně opustit republiku. Tento pokus se nezdařil a byl zadržen. Druhý pokus na konci července téhož roku byl již úspěšný. Přihlásil se na konzulátu v Krakově a byl pověřen velením 1. roty Legionu Čechů a Slováků v Bronowicích. Po napadení Polska nacistickým Německem a následně Sovětským svazem v září 1939 se ocitl na sověty ovládaném území, kde byl až do 6. února 1942 internován. Následně vstoupil do vznikající československé jednotky v Buzuluku. Zastával funkci velitele náhradní roty, od 27. července téhož roku velitele posádky. V září 1942 využil svých novinářských zkušeností a začal vydávat časopis Naše vojsko, čímž navázal na předválečnou tradici. Koncem ledna 1943 přešel do odvodní komise při československé vojenské misi v Sovětském svazu. Následně byl jmenován prokurátorem československých kárných výborů v Sovětském svazu. K jednotce se vrátil 3. června 1943 a nastoupil do funkce přednosty 4. oddělení 1. československé samostatné brigády. Zúčastnil se bitvy o Kyjev a dalších bojů na Ukrajině. V první čtvrtině roku 1944 opět působil u československé vojenské mise v Sovětském svazu, po návratu byl další čtvrt rok předsedou odvodní komise u náhradního pluku 1. československého armádního sboru. Během bojů v Karpatech byl styčným důstojníkem postupně u sovětské 38. armády, 1. gardové a 18. armády. Do konce války dosáhl hodnosti majora.

### Po druhé světové válce
Po skončení druhé světové války sloužil Jakub Koutný u velitelství pěchoty hlavního štábu a následně u Československé vojenské mise v Berlíně. V únoru 1946 krátce působil jako styčný důstojník ve Frankfurtu nad Mohanem u Hlavního štábu amerických branných sil pro Evropu, po návratu se zúčastnil bojů proti banderovcům na východním Slovensku. Následně působil u kárných výborů jako zpravodaj a poté jako žalobce. V únoru 1949 chtěl s manželkou vycestovat do Izraele a zažádal si o roční studijní dovolenou. Před odjezdem byl ale zatčen, odsouzen za špionáž a velezradu na 25 let těžkého žaláře. Vězněn byl v Praze, Plzni a Leopoldově, kde 4. února 1960 zemřel. V roce 1991 byl plně rehabilitován.

## Rodina
Během války se Jakub Koutný oženil s důstojnicí a českou Židovkou Markétou Červínovou, rozenou Kohnovou, jejíž první manžel Oto Červín zahynul při náletu v Polsku v roce 1939. Po zatčení manžela se s ním již nikdy nespatřila. Vycestovala do Izraele sama, žila zde, v New Yorku, pak opět v Izraeli, živila se převážně jako krejčová. V roce 2002 se vrátila do Prahy, zemřela v roce 2013.

## Vyznamenání
- 1945 Československý válečný kříž 1939
- 1945 Československá medaile za zásluhy I. stupně